# كيتن (برنامج)

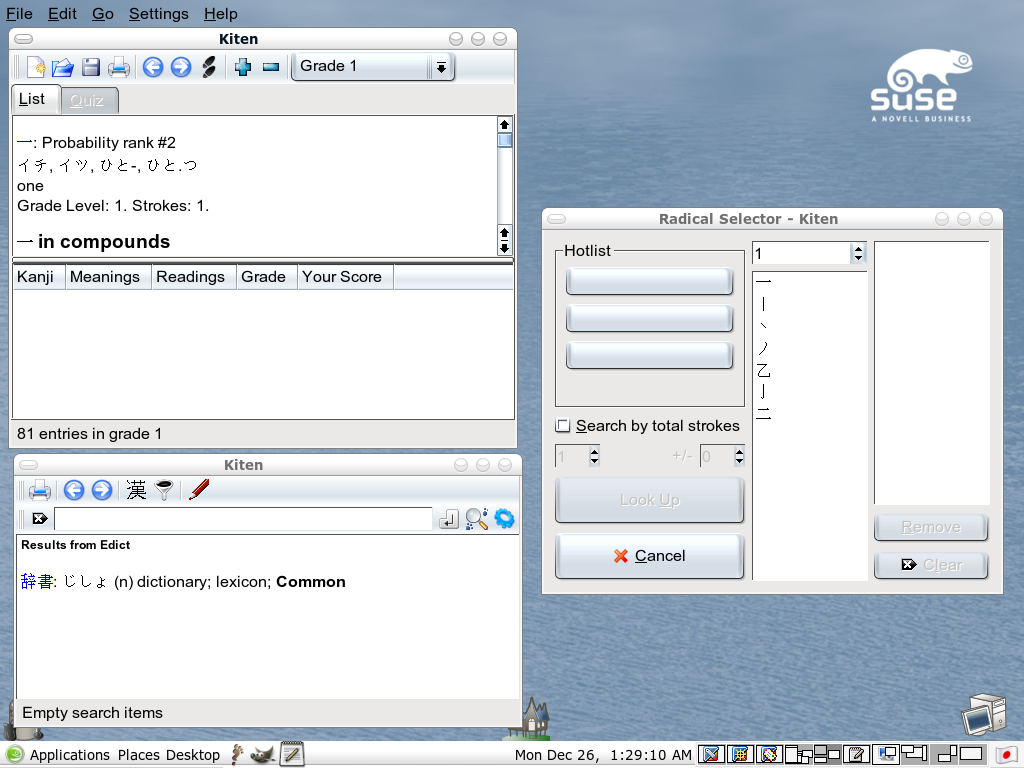
كيتين 1.2

كيتين (Kiten) هو برنامج لتعليم اللغة اليابانية لنظامي لنكس ووندوز، كما أنه يعمل كقاموس إنگليزي-ياباني.
البرنامج كان متاحًا في البداية لأجهزة لنكس فقط، ولكن صدرت نسخة بيتا للوندوز مما جعلته يعمل على النظامين.

## وصلات خارجية
- كيتن على موقع Open Hub (الإنجليزية)
- الموقع الرسمي